# Hubbardston (Massachusetts)
Hubbardston – miasto w Stanach Zjednoczonych, w stanie Massachusetts, w hrabstwie Worcester.